# Riich
Riich (кит. 瑞麒; пиньинь: Ruìqí) — торговая марка китайской компании Chery, существовавшая с марта 2009 по апрель 2013 года.

## История
Марка Riich была учреждена в марте 2009 года. Из-за снижения спроса в сентябре 2012 года было объявлено о прекращении продаж. В апреле 2013 года марка была упразднена.

## Модельный ряд
Первым автомобилем компании стал Riich G6, разработанный компанией Chery. Затем в ноябре 2009 года компания представила микролитражный кроссовер Riich X1, а в декабре 2009 года — седан Riich G5. На момент закрытия компания выпускала следующие модели:
- Riich G3
- Riich G5
- Riich G6
- Riich M1
- Riich M5
- Riich X1

## Галерея

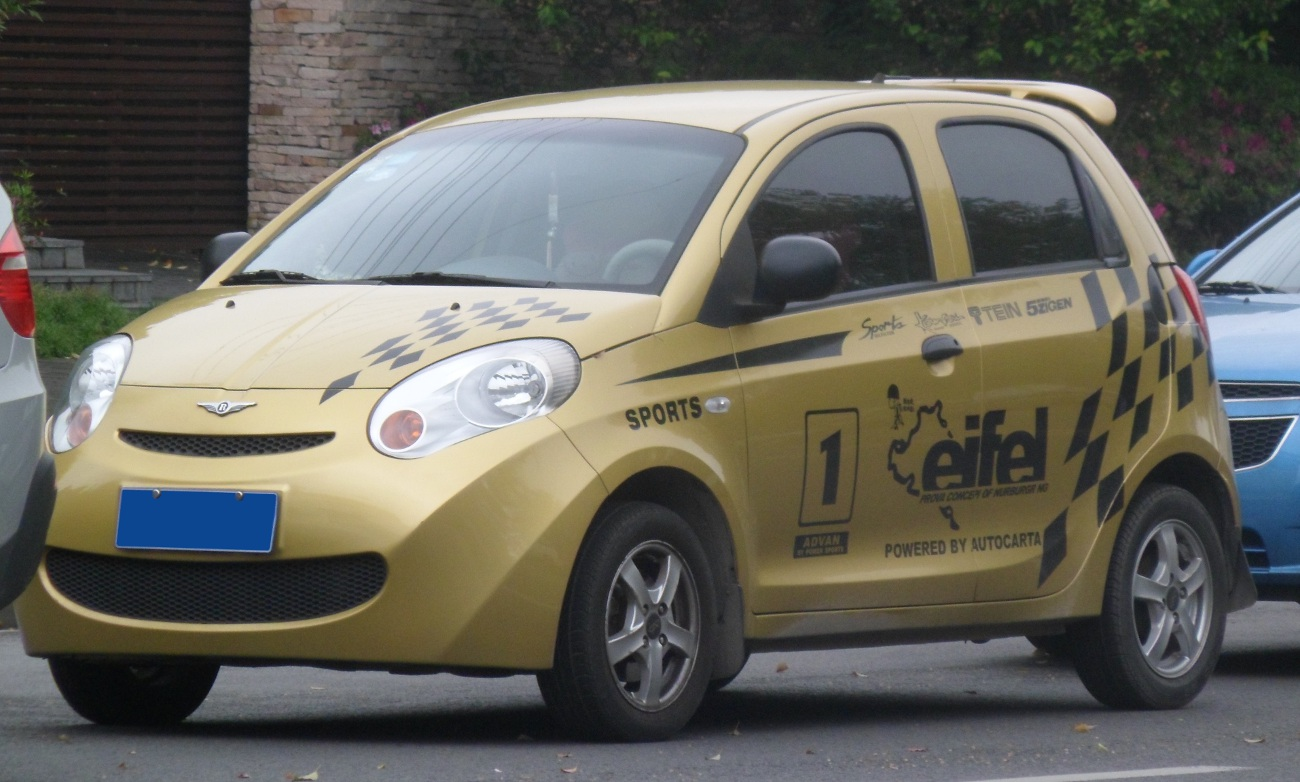
Riich M1
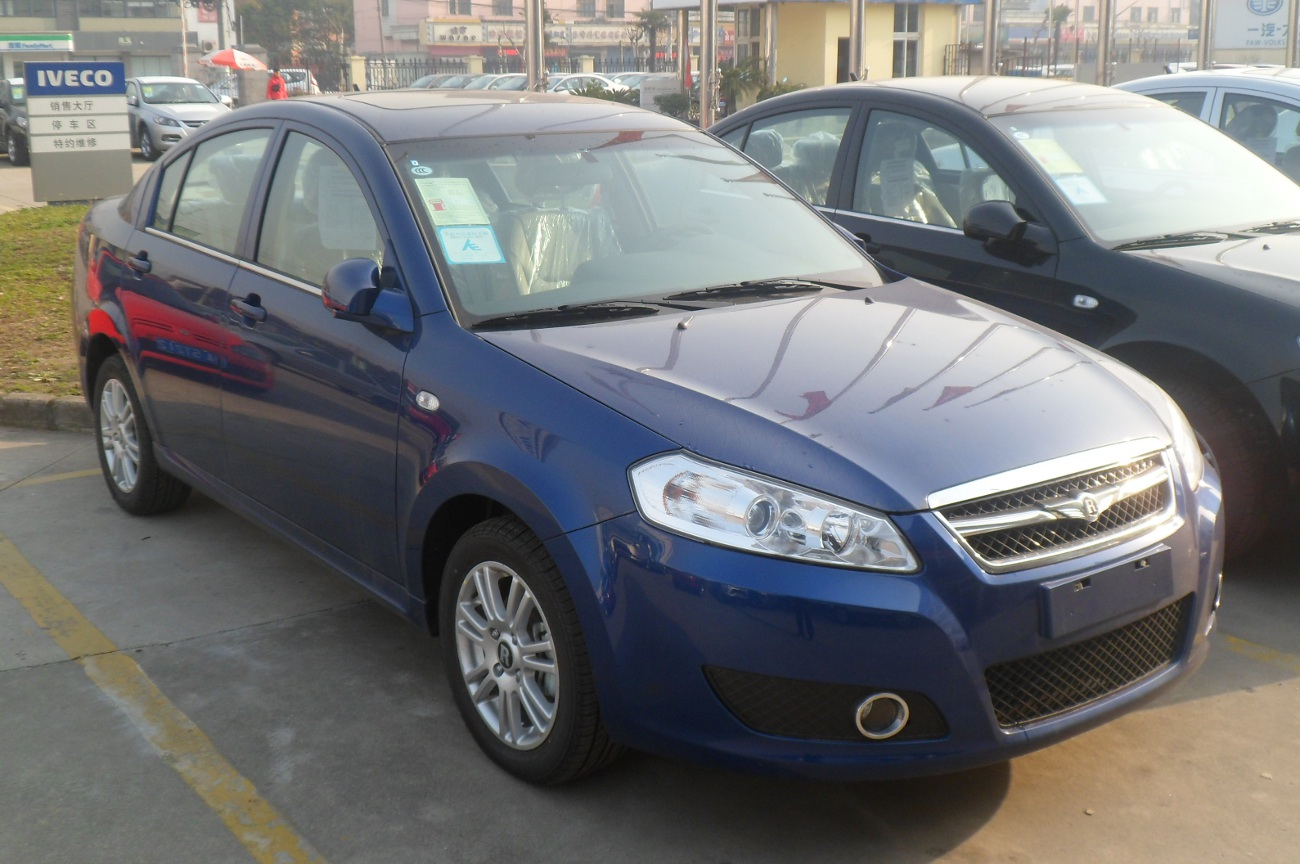
Riich G3
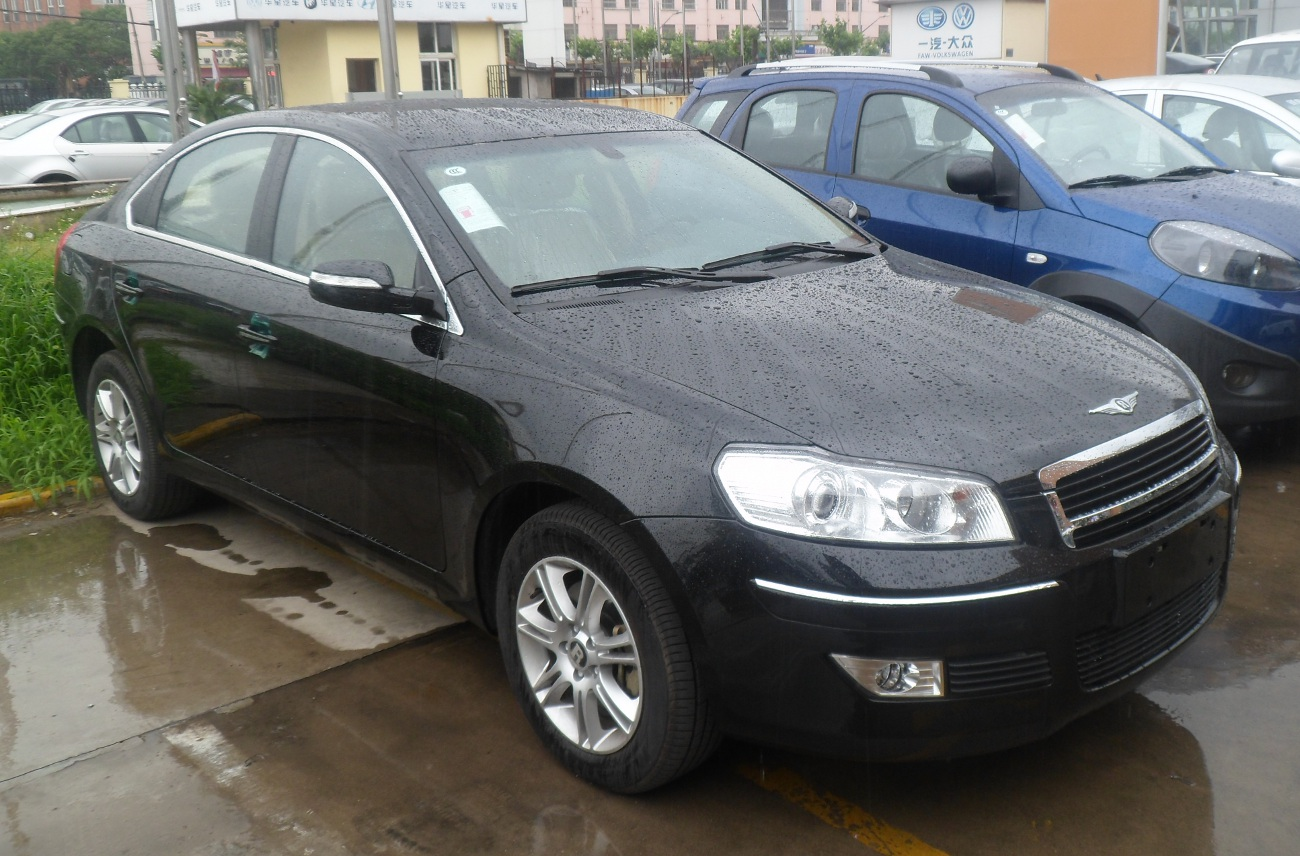
Riich G5
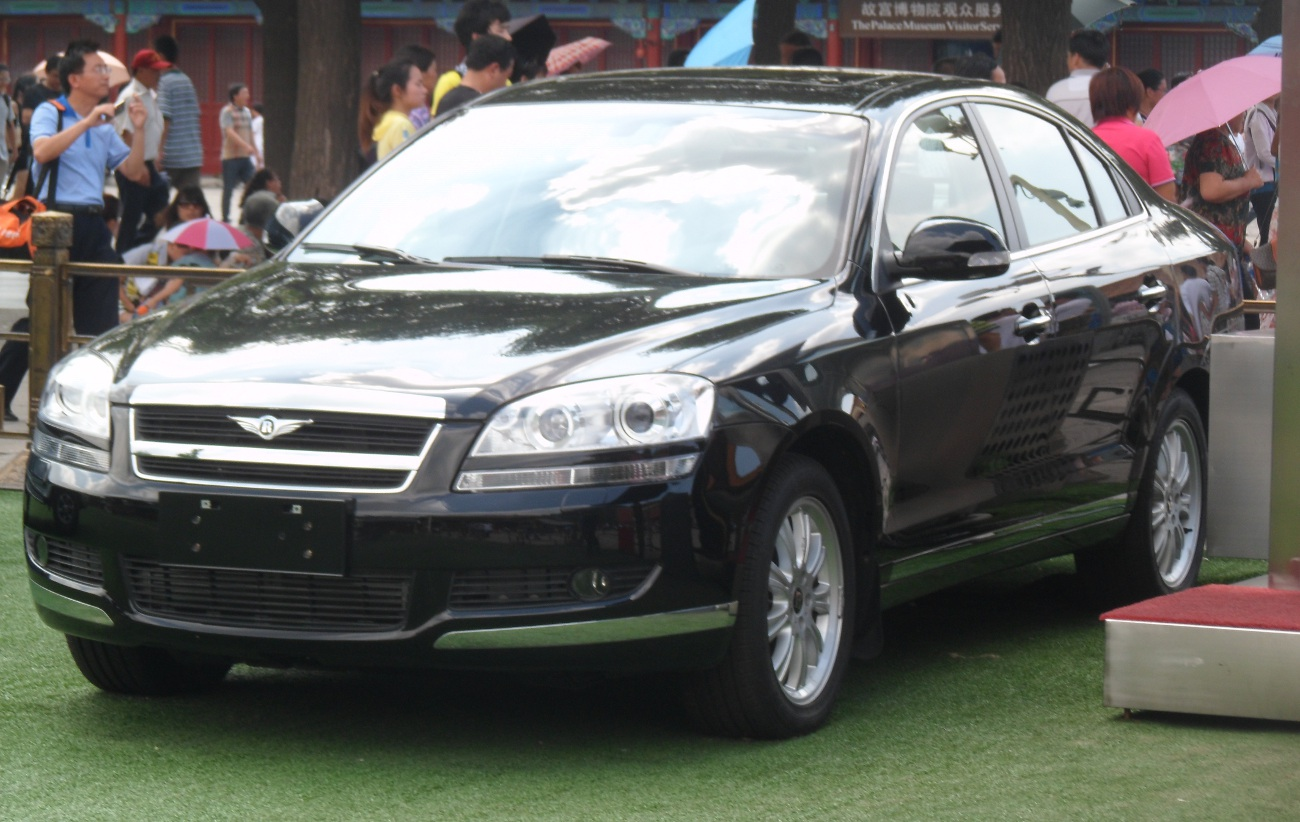
Riich G6
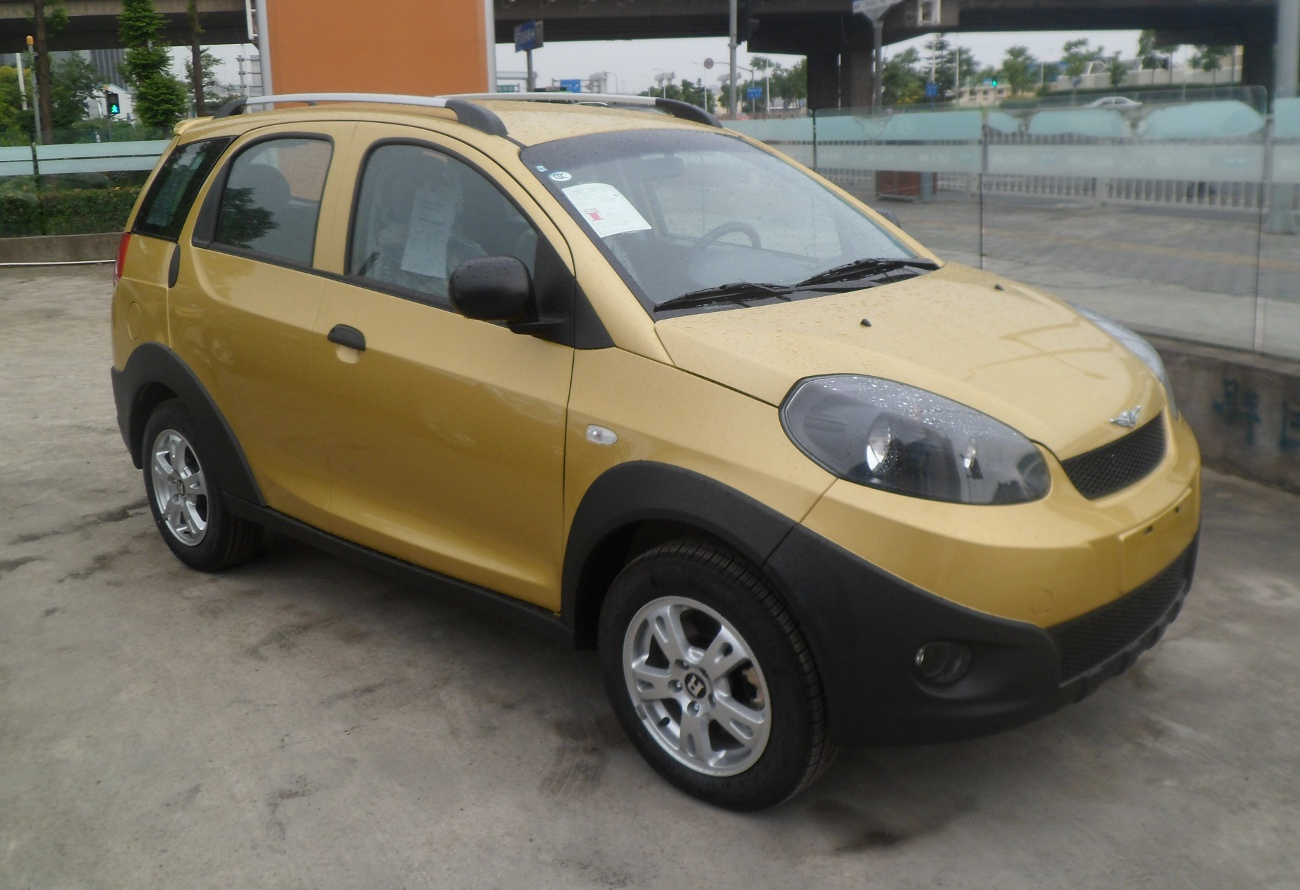
Riich X1